# Johann Adolph von Taubenheim
Johann Adolph von Taubenheim, modernisiert auch Johann Adolf von Taubenheim, (* 24. April 1690; † 31. August 1762 in Naumburg (Saale)) war ein deutscher Domherr und späterer Dompropst des Hochstifts Naumburg sowie Besitzer mehrerer Rittergüter im kursächsischen Amt Freyburg.

## Leben
Er stammte aus dem Adelsgeschlecht Taubenheim und war der Sohn des fürstlich-sachsen-weißenfelsischen Hofmarschalls Wilhelm Christoph Vollrath von Taubenheim. Seine Geschwister waren Friederica Elisabeth verehelichte von Burgsdorff in Weißenfels, Johanna Magdalene verehelichte von Heßberg, Wilhelmine Dorothea verheiratete Marschall von Bieberstein sowie Christiana Wilhelmine von Taubenheim.
Als ihr Vater Anfang des Jahres 1721 starb, fiel sein Besitz in Bedra, Schalkendorf und Leiha an seinen einzigen Sohn und Lehnserben Johann Adolph von Taubenheim. Es kam jedoch unter den Geschwistern zu Streitigkeiten über das väterliche Erbe, die sich mehrere Jahre hinzogen und erst durch einen Vergleich beigelegt wurden. Als schriftsässiger Rittergutsbesitzer des Ritterguts Bedra nahm er als Vertreter der Allgemeinen Ritterschaft 1722 und im Weiteren Ausschuss 1731, 1734, 1737 und 1742 am Sächsischen Landtag teil.
Johann Adolph von Taubenheim war spätestens seit 1724 mit der Tochter des Geheimen Rats und Präsidenten Freiherr von Danckelmann verheiratet. 
Nachdem er bereits 1737 beim Hof in Dresden ein Gesuch um Verkauf seines Gutes Bedra gestellt hatte, verkaufte er am 12. September 1741 auch sein Rittergut Schalkendorf nebst Möckerling und Leiha an seinen ältesten Sohn Christoph von Taubenheim. Letzterer war ebenfalls Domherr in Naumburg geworden. Sein zweiter Sohn schlug ebenfalls eine Gelehrtenlaufbahn ein.
Taubenheim widmete sich hauptsächlich seinem geistlichen Amt in Naumburg. Der Abriss der alten Bischofsburg auf dem Georgenberg in Naumburg erfolgte 1751 auf seine Veranlassung.
Er wurde im Westchor des Naumburger Doms bestattet.